# 超力戦艦
超力戦艦（ちょうりきせんかん）は、アトラスのコンピュータゲーム『デビルサマナー 葛葉ライドウ 対 超力兵団』に登場する架空の兵器である。ゲーム内で大日本帝国陸軍の軍艦として登場する。

## 概要
超力戦艦オオマガツ、ヤソマガツは、大日本帝国の「超力兵団計画」の一環で作られた軍艦である。この超力戦艦は、大正20年という架空の時代であっても不可能とされた兵器であり、悪魔や魔術、未来の科学技術の力を導入して完成された。

## 艦名の由来
通常の命名慣例によれば、戦艦には旧国名が与えられる。しかし本級は宗像ら陸軍によって秘密裏に建造されたため、1番艦にオオマガツ、2番艦にヤソマガツと、日本神道の神の名前が付けられた。そもそも超力戦艦は正式に配備された艦ではなく、この艦名が正式なものかは作中において断定できない（禍津日神を参照）。

## 背景
帝国陸軍少将宗像一騎（超公式ふぁんぶっくにて日本帝国と明言）は、第１次世界大戦後に次の世界大戦に備えた軍拡、強力な兵器、新しい戦術が必要であると軍上層部に提唱した。宗像は世界の列強国に負けない新兵器「超力光線」「超力戦車（作中では未登場）」「超力超兵」などを含めた「超力兵団計画」の集大成として、敵の領海内に進攻し敵艦船と戦った後、そのまま敵本土に上陸し、歩兵部隊を展開させつつ砲撃で支援可能な兵器として「超力戦艦」を考案した。
しかし、これらの兵器は科学技術の限界により望むスペックが実現できず、上層部により退けられたことで計画中止を余儀なくされた。
その後、宗像は、情報収集に奔走し、大道寺家の娘に起こる「鬼憑き」の情報を入手する。この鬼憑きは、将来世界（未来）の人物である四十代目葛葉ライドウが自らの記憶を過去の世界の自分の先祖の女子に転写させる技術によって引き起こされる現象であった。大道寺家は将来の知識で隆盛した一方、不完全な覚醒が狂死や凶行を招き、大道寺家の娘を殺す因習に繋がっていた。宗像は、将来技術を計画達成に利用しようと考え、大道寺家の娘・大道寺伽耶を拉致することに成功した。宗像に拉致された伽耶は、宗像の魔術により将来人としての覚醒を果たし、様々な魔術・科学の知識を与え、超力兵団計画を当初の物より上回る形で完成させることに成功した。
実はこの段階で、宗像は四十代目ライドウの使役する悪魔スクナヒコナによって操られており、彼は四十代目ライドウの完全な覚醒を手助けするために利用されていた。十四代目ライドウに伽耶が助けを求めたのは、意識を飲まれかけていた彼女の最後の抵抗であった。四十代目ライドウと彼（または彼女）の使役する悪魔たちの目的は、将来世界に訪れる結果を過去において改変するというものだった（だが実際は異なる歴史分岐が生じることになり、元の将来世界自体は残る）。この計画や目的の全体は、十四代目ライドウが阻止したため不明だが、これらは帝都（すなわち四十代目ライドウの出身地が築かれ、真・女神転生の物語が展開された東京）の破壊を目論むものであった。
本来の超力兵団計画は宗像の母国を守るためのものだったが、四十代目ライドウにより帝都を破壊するものへと変貌した。

## 建造
軍縮条約により計画が廃棄された金剛型五番艦（架空）を流用して建造された。2隻の超力戦艦は、1番艦がオオマガツ、2番艦がヤソマガツと命名された。
この戦艦は、当初「可変式揚陸潜水戦艦」として建造された。本級は潜水能力を備え、まず敵国近海まで潜水艦として秘密裏に侵入するという能力を持つ。次に浮上して湾岸を攻撃した後、この戦艦に乗せた超力超兵を展開させつつ自らも上陸して内陸部に侵攻し、敵国都市すら制圧することを目的とした。
建造時の外観は当初のままだったが、四十代目ライドウの知識によりレーダーや索敵装備の性能が当時のものより向上している。また艤装についても、砲弾は超金属ヒヒイロカネを使用した超徹甲弾になり、魚雷も当時研究途中だった酸素魚雷に置き換えられた。さらに主機関が人工衛星タイイツからの電送となり、出力が大幅に向上した。
建造は帝都の陸軍地下造船所において行われた。建造作業そのものは乾ドックで行われ、2隻は左右対称に並んだ二つのドックで同時に建造された。進水時には1次ドックの半ばまで海水を引き込み、通常航行で地下トンネルを進み、2次ドックに入る。艦が2次ドックに侵入すると隔壁を閉じ、2次ドックを完全に水没させたのち、前方の最終隔壁を開いて潜水艦として外洋に航行するという方法を取る。

### 性能
- 全長　230メートル
- 全幅　51メートル
- 排水量　45000トン
- 武装　2連装30センチ砲塔5基（10門）、15センチ副砲12門、酸素魚雷4門
- 動力　衛星タイイツから送られる永久機関のエネルギー

１番艦と２番艦の性能はほぼ同じであるが、両舷に取り付けられた副砲の15センチ砲の特性が異なっている。これは上陸時に副砲の可動域が向上するための仕様である。1番艦には広範囲を破壊する拡散式荷電粒子砲、2番艦には収束型荷電粒子砲が搭載され、範囲が狭くなった分、面積当たりの破壊力が向上した。
この艤装は「超力光線（指向性荷電粒子領域発生器）」と呼ばれ、電気を帯びた粒子を打ち出すものである。通常の超徹甲弾と同じく全ての砲塔から発射でき、タイイツから送られるエネルギーにより尽きる事無く撃ち続けることが出来る。
また立体映像投影機能も装備している。

## 人型形態「超力超神」
当初の超力戦艦は揚陸のため、巨大なキャタピラを搭載する陸上戦艦となる計画であった。しかし45000トンの自重では自走は疎か、地面に陥没して擱座することが避けられないために計画は断念された。代わりに船自体が足によって立ち上がり移動するという計画が立案され、魔術と悪魔によって歩行能力の実現を可能とした。この超力戦艦が自ら2足歩行で移動して陸地を踏破する状態を「超力超神（ちょうりきちょうじん）」という。

### 性能
- 身長　400メートル
- 体重　60000トン（憑りついたヒルコの質量分増加）
- 武装　2連装30センチ砲塔5基（10門）、15センチ副砲12門
- 動力　衛星タイイツから送られる永久機関のエネルギー、ヒルコ

超力超神は、いわば巨大な人型機動兵器である。二足歩行することにより、自重で地面が陥没しようと陸上を移動できるようになった。また、その威容により敵兵の士気を挫く効果があると認められた。さらにこの形態に変形すると、両舷部分が人間の腕に当たる役割を果たす。上記の通り超力戦艦は副砲の仕様が変更されており、この形態になることでさらにそれぞれの特徴を発揮して戦うことが出来る。
指揮能力・索敵能力を勘案し、変形後には前艦橋部分が人間の頭部に当たる役割を果たす。この時、艦橋の窓は発光する。
両脚の役割は、喫水線下の艦底部分が変形して担う。変形の際は、両脚部分より先に両舷が腕に変形して身体を支える。まず艦の両舷に対して平行に艦底が二つに別れる。次に艦尾の方が足、艦首が股間に当たる部分に変形する。次に超力超神は、両腕で上半身を一旦、起立させる。これに続いて両脚が全体を立ち上がらせる。最後に破損を避けるため、後艦橋とスクリュープロペラの着いた艦尾部分を臀部に当たる場所に移動させ、竜骨の部分が尻尾に変形する。
人型に変形すると上甲板、乾舷、艦橋などが上半身になるため、両脚は喫水線の下の赤く塗装された部分になる。5基の主砲塔は、両肩、両腰、背面に来る位置になる。

### 設計変更
当初、宗像が発案した超力戦艦はキャタピラによって自走する陸上戦艦であったが、この1度目の図案は軍上層部によって認められなかった。そこで設計変更がなされたが、この時に人型となる案が出された。いずれにせよ技術的に不可能であると考えられ、計画は凍結した。しかし宗像は、超力戦艦の建造そのものは継続しており超力超神の動力と筋肉の役割を果たす素材を探していた。
宗像は、魔術の知識により、この超力超神の動力と筋肉の問題をクリアする方法を発見した。このために発生したのが一連の超力兵団事件である。

### 超力超神の筋肉ヒルコ
超力超神の筋肉の素材としてヒルコが使用された。まず和電イ号基に集まったヒルコに目掛けて衛星タイイツから電送によりエネルギーを送る。すると励起状態になったヒルコは、超力戦艦の船体に目掛けて飛んで行き、一斉に憑依する。次にタイイツから超力戦艦にエネルギーが送られることで、ヒルコは筋肉としての役割を果たし続ける。
ヒルコが超力戦艦に憑依する過程は、骨のないヒルコが持つ「常に何かに憑依しようとする習性」を用いたものである。

## 実戦
超力兵団計画により2隻の超力戦艦が建造された。これらは、共に発案者・宗像の思惑を外れ対外戦争に参戦することなく機能停止した。

### 帝都晴海町沖の戦闘
帝都晴海町沖に1番艦オオマガツが出現した。オオマガツは超力超神に変形して上陸し、海軍省のある霞台を初め帝都の大部分を破壊した。しかし活動中に宗像とスクナヒコナが十四代目ライドウによって殺害されたため戦闘指揮が滞り、状況の判断が出来ないまま単独で戦闘を続けた。やがて十四代目ライドウによって打ち上げられたロケットに乗せられていた悪魔が人工衛星タイイツを破壊したため、電送が断たれて機能停止した。
オオマガツは電送が断たれて急停止したために転倒し破損、巨大な自重もあって修復不能のまま廃棄された。

### アカラナ回廊の戦闘
2番艦ヤソマガツは、四十代目ライドウの憑依した大道寺伽耶と共にアカラナ回廊に逃走した。この時、四十代目ライドウは大正二十年における将来世界の改変を諦め、別の時代に移動して目的を達成しようと計画していたが、なんらかの手違いにより「時間の迷い子」になって正常な空間に戻ることが出来なくなった。ヤソマガツは、大道寺伽耶を救出するために四十代目ライドウを追跡して来た十四代目ライドウと戦闘した。
ヤソマガツは超力超兵を上陸させ、自らは戦艦形態で洋上から支援砲撃しながら十四代目ライドウと戦闘を行ったが、敵との戦力差に決定力を欠くと判断して超力超神での戦闘に切り替えた。しかし最終的に十四代目ライドウに接近を許し、撃破された。
全ての首謀者・四十代目ライドウは大道寺伽耶から分離され、アカラナ回廊に閉じ込められたことで一連の事件は終息を迎えた。

### 敗因
超力戦艦は常識を超える性能を持っていたが、兵器である以上単独で戦闘することに限界があった。２隻は予想外の事態によって、想定のように他の超力兵団と連携することなく戦闘し、その結果戦闘不能に陥った。

## 歴代艦長
本級の操艦方法は作中で言及がないものの、ヒルコと共に艦と融合するか悪魔として使役するものと思われる。「ライドウ」は葛葉一族から襲名によって名乗るものであり、本名ではない。

### オオマガツ
1. 四十代目ライドウ : 大正二十年（葛葉ライドウ対超力兵団　第拾話、第拾壱話、第拾弐話）

### ヤソマガツ
1. 四十代目ライドウ : 大正二十年（葛葉ライドウ対超力兵団　第拾弐話）
2. 十四代目ライドウ・雷堂 : ソウルハッカーズ３DS

## 参考書籍
- 葛葉ライドウ対超力兵団超公式ふぁんぶっく